# Phare de Lady's Rock
Le phare de Lady's Rock est un phare édifié sur un écueil au sud-ouest de l'île de Lismore dans les Hébrides intérieures (archipel des Hébrides) (en gaélique écossais :Sgeir Mhòr ), dans le comté de Argyll and Bute à l'ouest de l'Écosse.
Ce phare est géré par le Northern Lighthouse Board (NLB) à Édimbourg,l'organisation de l'aide maritime des côtes de l'Écosse.

## Histoire
En 1527, Lachlan du clan Maclean of Duart a décidé d'assassiner son épouse, Lady Catherine Campbell, une sœur d'Archibald Campbell, 4e Comte d'Argyll. Il a ramé au rocher une nuit à marée basse et a laissé mourir sa femme sur le rocher. En regardant le lendemain du château de Duart, il a observé que le rocher était dépourvu de vie, il a envoyé un message de condoléances au comte du château d'Inveraray, indiquant qu'il avait l'intention d'apporter là le corps de sa femme pour l'enterrement. Maclean arriva à Inveraray avec un entourage d'hommes et le cercueil. On le conduisit aussitôt à la salle à manger du château pour se rafraîchir. Il découvrit lady Catherine qui l'attendait en bout de la table. Elle avait été sauvée pendant la nuit par bateau de Tayvallich (en) ou Lismore qui était passé près de l'écueil. Aucun mot n'a été dit de l'incident pendant le repas et Maclean a été autorisé à partir. Il a été assassiné dans son lit à Édimbourg quelque temps plus tard par Sir John Campbell de Calder, le frère de Lady Catherine.
Ce petit phare est une tour pyramidale peinte en blanc de 12 m de haut. En 2001 la lanterne originale a été remplacée par une petite tourelle revêtue de panneaux rouges en aluminium. Il est construit sur un rocher immergé à marée haute à environ 2 km de Duart Point au sud-ouest de l'Île Lismore, à la jonction du Sound of Mull et Loch Linnhe.

### Lien connexe
- Liste des phares en Écosse